# اجلال (الطفة)

تعديل مصدري - تعديل

اجلال هي إحدى قرى عزلة الظفرين بمديرية الطفة التابعة لمحافظة البيضاء، بلغ تعداد سكانها 27 نسمة حسب تعداد اليمن لعام 2004.